# Cholina (železniční zastávka)
Cholina je železniční zastávka (dříve i nákladiště) v Cholině v Olomouckém kraji. Leží na jednokolejné neelektrizované trati Červenka – Senice na Hané v kilometru 7,132 mezi stanicemi Litovel předměstí a Senice na Hané.

## Historie
Železniční trať procházející zastávkou byla uvedena do provozu již v roce 1886. Zastávka s tehdejším názvem Köllein byla otevřena až 1. srpna 1914. Od roku 1918 se používá český název název Cholina, výjimkou byly roky 1939 až 1945, kdy byla zastávka označena dvojjazyčně Köllein / Cholina.

## Popis zastávky
V zastávce je u traťové koleje zřízeno úrovňové nástupiště o délce 40 metrů a s nástupní hranou ve výšce 550 mm nad temenem kolejnice. Bezprostředně u zastávky se v km 7,196 nachází přejezd P6676, který je zabezpečen výstražnými kříži.
Ještě v roce 2009 se na zastávce nacházel železniční strážní domek, nicméně později se na zastávce nacházel již jen přístřešek s lavičkou.

## Provoz
Zastávku k jízdnímu řádu pro rok 2025 obsluhují pravidelné osobní vlaky Českých drah na lince M41 ve směru Červenka a Senice na Hané (příp. Prostějov hlavní nádraží). Zastávka je zařazena do Integrovaného dopravního systému Olomouckého kraje (zóna 88).